# إيرفن غودمان

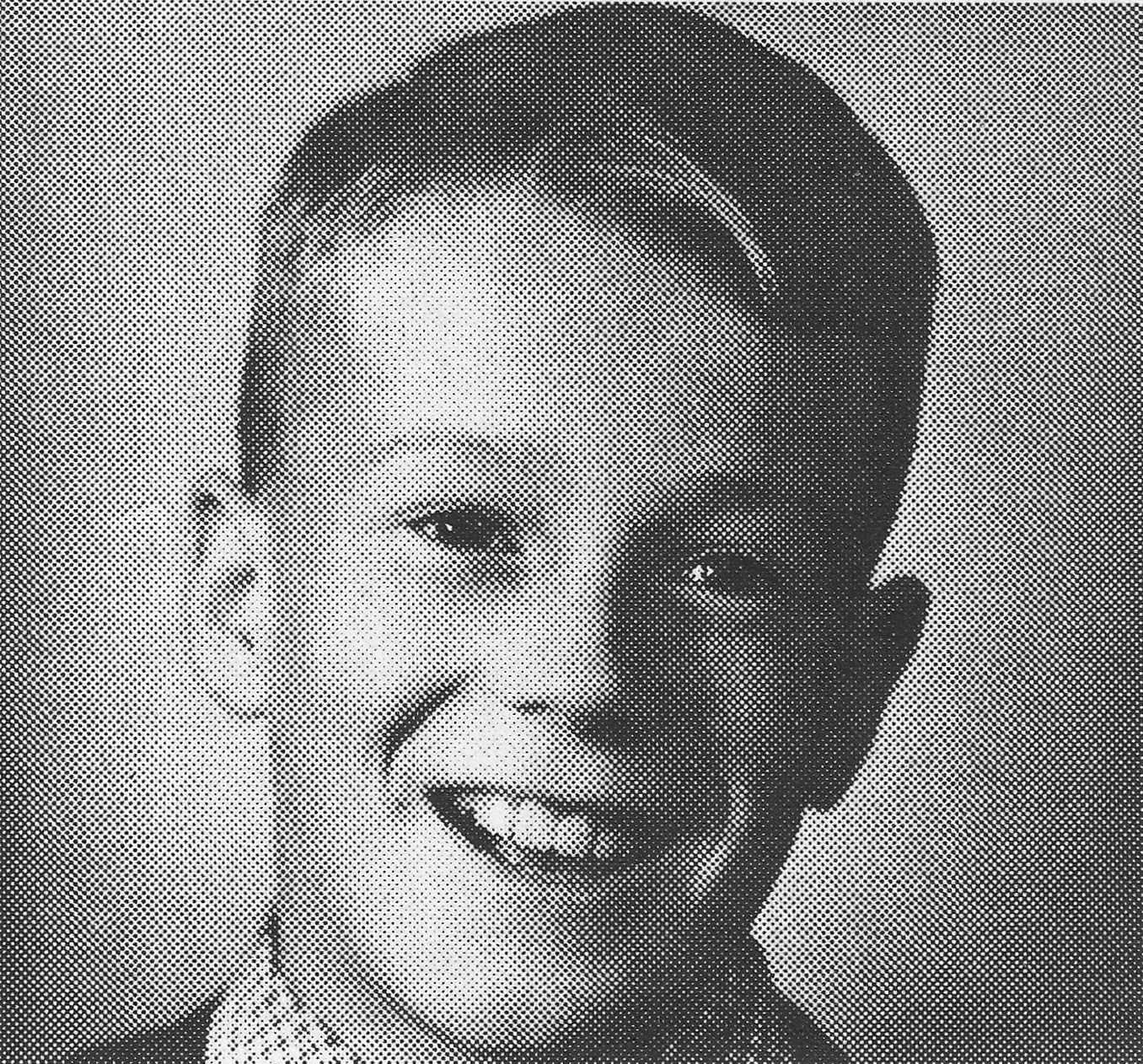
إيرفن غودمان

إيرفن غودمان (Irwin Goodman؛ هامينلينا، 14 سبتمبر 1943 - هامينا، 14 يناير 1991) مغني فنلندي ذو شعبية. عـُرَف بأواخر الستينات على نطاق واسع كمغني احتجاج. سجل أكثر من 300 أغنية ، معظمها من تلحينه مع كلمات كتبها فيكسي سالمي . بدأ إيرفن غودمان مغنياً للأغنية الاحتجاجية في طفرة الأغنية الشعبية في منتصف الستينات ، غالباً ما سخرت أغانيه الفكاهية من أي سلطات و ظلت دائمة الخضرة لدى الشعب الفنلندي، حتى أنه تقام في الوقت الحاضر مسابقات تقليد لأغانيه في بعض الحانات للتسلية. واجه إيرفن متاعب مستمرة مع السلطات الضريبية الفنلندية ، واجه مشاكل متفاقمة مع الكحول ، تعقبت مجلات الإثارة مثل مجلة هومو أعماله الطائشة بشغف.

## روابط خارجية
- إيرفن غودمان على موقع IMDb (الإنجليزية)
- إيرفن غودمان على موقع ميوزك برينز (الإنجليزية)
- إيرفن غودمان على موقع أول ميوزيك (الإنجليزية)
- إيرفن غودمان على موقع ديسكوغز (الإنجليزية)
- إيرفن غودمان على موقع قاعدة بيانات الفيلم (الإنجليزية)